# Kroktjärnarna (Laxsjö socken, Jämtland)
Kroktjärnarna är en sjö i Krokoms kommun i Jämtland och ingår i Indalsälvens huvudavrinningsområde.